# Shiwang
Shiwang (kinesiska: 石望) är en köping i sydöstra Kina. Det ligger i Yangchun i staden Yangjiang i provinsen Guangdong, omkring 150 kilometer sydväst om provinshuvudstaden Guangzhou. Antalet invånare är 25 483. Befolkningen består av 12 532 kvinnor och 12 951 män. Barn under 15 år utgör 25,0 %, vuxna 15-64 år 61 %, och äldre över 65 år 12,0 %.